# Bartec

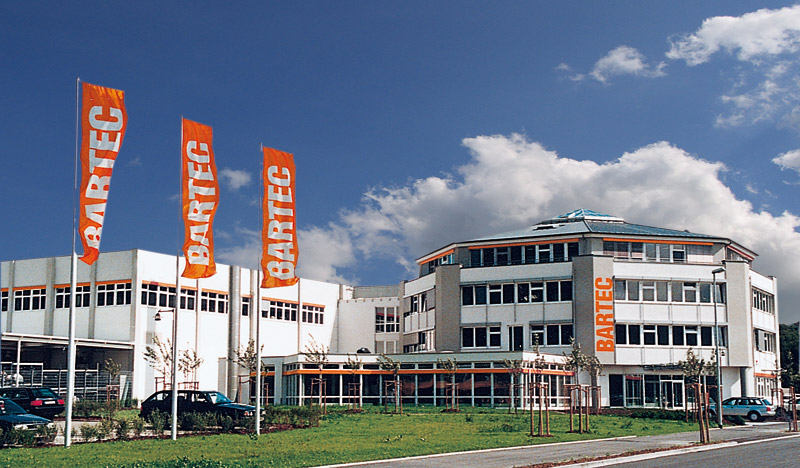
Sitz in Bad Mergentheim

Bartec (eigene Schreibweise BARTEC) ist ein deutsches Unternehmen im Bereich der Sicherheitstechnik mit Hauptsitz in Bad Mergentheim im Main-Tauber-Kreis in Baden-Württemberg. Es stellt Komponenten und Systeme für das Arbeiten in der Umgebung brennbarer Stoffe her (Flüssigkeiten, Gase und Stäube). Kunden sind die Chemische Industrie, der Öl- und Gassektor, die Petrochemie sowie der Bergbau. Das Unternehmen hat ca. 1300 Mitarbeiter (2024) und produziert an Standorten in Deutschland, der Schweiz, Slowenien, Großbritannien, Norwegen und China.

## Produkte und Dienstleistungen
Das Unternehmen befasst sich mit der Prozesstechnik, mit dem Handling fossiler Brennstoffe wie Kohle, Erdöl, Erdgas und entflammbarer Stoffe. Einen Schwerpunkt bildet die Automatisierungstechnik, für die explosionsgeschützte Komponenten und Systeme entwickelt und produziert werden, die zur Identifikation, Visualisierung, Steuerung und Regelung in Industrieanlagen dienen. Es werden Sensoren, Mess- und Analysensysteme für die Bereiche Chemie, Petrochemie, Erdgas, Pharmazie, Umwelt und Energie gefertigt, sowie Komponenten für den Einsatz im Bergbau.
Im Bereich der Wärmetechnik entwickelt und produziert Bartec elektrische Begleitheizungssysteme für Frostschutz, Temperaturerhaltung und Aufheizung. Diese Systeme werden in der Luftfahrtindustrie, der Chemie sowie Petrochemie eingesetzt, um flüssige und gasförmige Medien auf einer gewünschten Temperatur zu halten.
Mess- und Datenerfassungssysteme bilden einen weiteren Produktbereich. Bartec entwickelt und produziert Systeme für Transport, Lagerung und Verteilung von brennbaren Flüssigkeiten; Schwerpunkt sind Mineralölprodukte. Im Bereich Steuer- und Verbindungstechnik bietet Bartec die Entwicklung, Produktion und Lieferung von Komponenten und Systemen an, die den Sicherheitsstandard von Geräten, Apparaten und Maschinen erhöhen. Ein weiterer Schwerpunkt sind Kommunikationslösungen für die Öl- und Gasindustrie, chemische sowie pharmazeutische Industrie. Unter der Bezeichnung BARTEC Academy werden Fachseminare zu verschiedenen Themen im Bereich der Sicherheitstechnik und zu den Grundlagen des Explosionsschutzes angeboten.

## Geschichte
Das Unternehmen wurde 1975 von Reinhold A. Barlian als Ein-Mann-Betrieb gegründet. Dieser beschäftigte sich zunächst mit der Entwicklung und Herstellung eines Sicherheitsschalters, der Explosionen an Zapfsäulen verhindert.
1979 entstanden unter der Idee „Europa ist Inland“ Niederlassungen in den Niederlanden und in Frankreich. 1987 wurde in Tokio die erste Niederlassung in Fernost gegründet. Nach der deutschen Wiedervereinigung entstanden Niederlassungen in Gera, Glesien (Nordsachsen) und Leipzig. Eine weitere Tochtergesellschaft wurde 1994 in den USA gegründet. In Deutschland kamen 1996 Standorte in Menden (Sauerland) (Fertigungsstätte AEG) und Gotteszell hinzu. Im selben Jahr konnte Bartec den bisher größten Auftrag der Unternehmensgeschichte mit einem Volumen von mehr als 10 Mio. € erlangen: das Projekt Raffinerie Leuna, für das Bartec die Wärmetechnik lieferte. In Slowenien entstand 1997 ein weiteres Produktionswerk. Zwei Jahre später wurde der vielfältige Produktbereich des Siemens Bergbaus in Menden (Sauerland) in die Bartec Group integriert.
Um die Investitionen und das Wachstum weiter zu finanzieren, wurde 2002 die Allianz Capital Partners – die Private-Equity-Gesellschaft der Allianz Group – neuer Mehrheitsgesellschafter. Im Jahr 2003 übernahm Bartec die Benke Instrument & Elektro GmbH in Reinbek/Hamburg und gründete einen neuen Unternehmensbereich für Analysetechnik, Engineering und Services, die BARTEC BENKE GmbH. Damit entwickelte sich die Bartec Group zu einem führenden Anbieter von Komplettlösungen in der industriellen Sicherheitstechnik und rangiert in diesem Marktsegment weltweit unter den ersten drei Unternehmen. Bartec schloss 2004 ein Joint Venture in China ab. Ziel hierbei ist die Entwicklung neuer Produkte, welche die Sicherheit im chinesischen Bergbau weiter erhöhen sollen, und deren Produktion vor Ort. Im selben Jahr wurde die BARTEC Academy gegründet, als Ort des Wissens- und Erfahrungsaustausches für Kunden, Partner und Mitarbeiter.

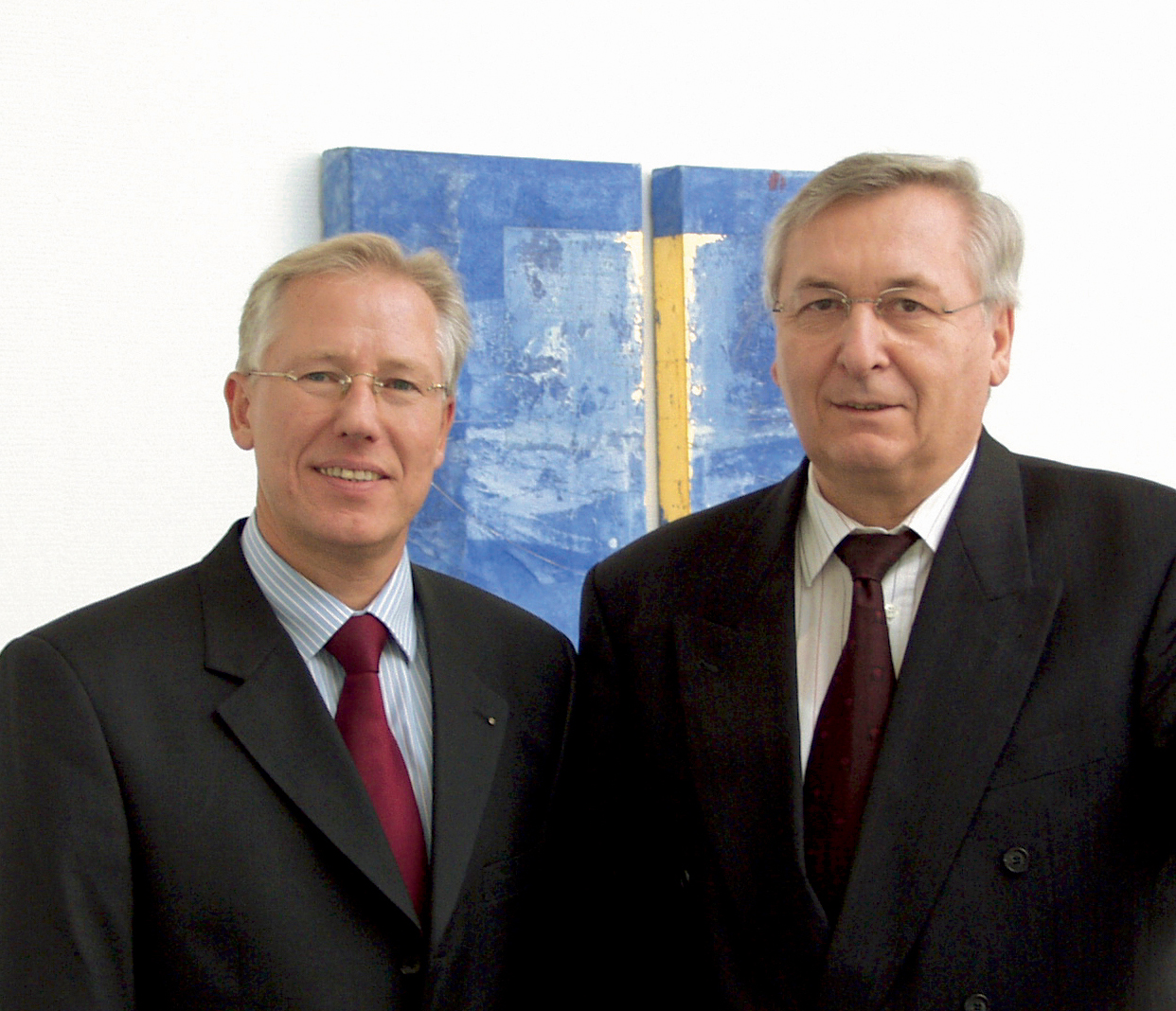
Reinhold A. Barlian (rechts im Bild) übergab die Leitung seiner Firma an Ralf Köster.

Im Jahr 2005 wechselte die Leitung des Unternehmens vom Gründer Reinhold A. Barlian auf Ralf Köster. Weiterhin wurde der erste Bartec-Fachkongress für Innovation und Sicherheitstechnik veranstaltet, sowie die Joint-Venture-Werke in Changzhi (China) und in Russland gegründet.
2008 übernahm die Schweizer Beteiligungsgesellschaft Capvis die Mehrheit der Bartec-Anteile. Eine weitere Vertriebsgesellschaft wurde in Indien gegründet. 2009 erhielt das Unternehmen eine Auszeichnung als eines der 100 innovativsten Unternehmen im deutschen Mittelstand. Eine neue Produktionsstätte in Shanghai (China) kam hinzu. Die Bartec-Gruppe übernahm den Kommunikations- und Sicherheitssystemanbieter Vodec Ltd. und gründete den neuen Geschäftsbereich BARTEC VODEC.
Im Jahr 2010 fand die Übernahme des norwegischen Marktführers für explosionsgeschützte Geräte und Systeme, Technor Safe Ex AS, statt. 2011 wurde Bartec Benke durch zwei Großaufträge wichtigster Anbieter in der Prozessanalysentechnik. Das Produktspektrum der POLARIS Touch Panel PCs wurde um Widescreen LED-Displays erweitert. Bartec ist seitdem im Lexikon der Weltmarktführer der Region Heilbronn-Franken verzeichnet.
2012 gründete Bartec ein Joint-Venture in Saudi-Arabien. Zum zweiten Mal gehörte das Unternehmen zu den Ausgezeichneten bei „TOP 100“. Die Private-Equity-Gesellschaft Charterhouse wurde in diesem Jahr neuer Eigentümer von Bartec.
Im Jahr 2013 übernahm Bartec den Anbieter von mobilen Kommunikationsgeräten und drahtloser Infrastruktur für explosionsgefährdete Bereiche, Pixavi. 2014 wurde das in Chicago/USA ansässige Unternehmen ORB, ein Hersteller von Prozessanalysentechnik, übernommen. Die größte Akquisition in der Firmengeschichte war die Übernahme der italienischen Firmengruppe TOP Group.
2021 wurde der Bereich für sicherheitsrelevante Elektrotechnik für den Untertagebau und Industrie in Menden (Sauerland) an die Beteiligungsgesellschaft FairCap GmbH verkauft. Der neue Firmenname ist EXPROTEC GmbH. Der Bereich Mess- und Regeltechnik ist bei der BARTEC Sicherheits-Schaltanlagen GmbH verblieben. Anfang 2023 wurde die ausgegründete EXPROTEC GmbH insolvent.
Im September 2023 hat Bartec das aus Großbritannien stammende Extronics übernommen. Extronics entwickelt Verbindungs- und IIoT-Infrastrukturen und ist Spezialist in der Überwachung von Personen und Anlagen in explosionsgefährdeten Bereichen.
Anfang 2025 eröffnete das Unternehmen einen Produktionssitz für explosionsgeschützte elektrische Maschinen am Standort Pinghu, Zhejiang.

## Unternehmensstruktur
Das internationale Netzwerk des Unternehmens gliedert sich auf in zehn Produktionsstandorte in Deutschland, der Schweiz, Slowenien, Großbritannien, Norwegen und China sowie mehr als 30 eigene Vertriebsgesellschaften und etwa 50 internationale Vertriebspartner weltweit. Der Firmensitz in Bad Mergentheim stellt Produkte aus den Bereichen Automatisierungstechnik, Steuer- und Verbindungstechnik und der Wärmetechnik her. Außerdem befindet sich dort die Academy. Automatisierungstechnik und Steuer- und Verbindungstechnik wird ebenfalls am Produktionsstandort in Shanghai/China produziert. Der Standort Gotteszell ist auf die Bereiche Feuchte- und Temperaturmesstechnik sowie auf Mess- und Datenerfassungssysteme für gefährliche Flüssigkeiten und für Milch spezialisiert. In Menden (Sauerland) sowie in Changhzi/China befinden sich Produktionen für Elektrotechnik für den Bergbau. Am vierten Standort in Deutschland, Reinbek, werden Analysegeräte und -systeme produziert. Der Produktionsstandort in Nottingham/Großbritannien stellt Kommunikationssysteme her. Edelstahllösungen für die Öl- und Gasindustrie werden in Saudasjøen/Norwegen produziert. Sainte-Croix in der Schweiz stellt Heizleitungen, Sensorkabel und Erschütterungsmesstechnik her. Produkte des Bereichs Motoren und Elektromaterialien werden in Zagorje/Slowenien produziert.

## Auszeichnungen
- Regula Award (2006)
- Innovationspreis der Deutschen Industrie (2007)[44]
- AUTOMATION AWARD (2007)[45]
- expo PetroTrans Innovation Award (2008)[46]
- TOP 3 PROCESS Innovation Award (2009)
- erfolgreiche Teilnahme am Unternehmensvergleich TOP 100 (2009, 2012)[47][48]
- Aufnahme in das Lexikon der deutschen Weltmarktführer (2010)[49][50]